# Plouëc-du-Trieux
Plouëc-du-Trieux település Franciaországban, Côtes-d’Armor megyében. Lakosainak száma 1140 fő (2022. január 1.). Plouëc-du-Trieux Brélidy, Landebaëron, Ploëzal, Pontrieux, Runan, Saint-Clet és Squiffiec községekkel határos.

## Népesség
A település népességének változása:
| Lakosok száma | 1280 | 1106 | 1087 | 1120 | 1116 | 1131 | 1134 | 1140 | 1143 | 1140 |
|               | 1968 | 1982 | 1990 | 2006 | 2013 | 2015 | 2017 | 2019 | 2020 | 2022 |